# 1980年レークプラシッドオリンピックのブルガリア選手団
1980年レークプラシッドオリンピックのブルガリア選手団（1980ねんレークプラシッドオリンピックのブルガリアせんしゅだん）は、1980年2月13日から2月24日まで、アメリカ合衆国ニューヨーク州のレークプラシッドで開催された1980年レークプラシッドオリンピックのブルガリア選手団、およびその競技結果。

## 概要
今大会は銅メダル1個を獲得した。
ブルガリア選手団は、1936年ガルミッシュ・パルテンキルヘンオリンピックに初参加以来、9大会連続でメダルを獲得できなかったが、今大会のクロスカントリースキー男子30kmでイワン・レバノフが銅メダルを獲得、ブルガリアに冬季オリンピック初のメダルをもたらした。

## メダル
| メダル | 選手名           | 競技                   | 種目     |
| ------ | ---------------- | ---------------------- | -------- |
| 銅     | イワン・レバノフ | クロスカントリースキー | 男子30km |